# Notre vie c'est la musique
Chansons représentant Monaco au Concours Eurovision de la chanson
Les Jardins de Monaco
(1978) Notre planète
(2004)
Singles de Laurent Vaguener
Roissy 6 heures du matin
(1984)
Notre vie c'est la musique est une chanson écrite par Jean Albertini, Didier Barbelivien, Paul de Senneville et composée et interprétée par Jean Baudlot sous le pseudonyme « Laurent Vaguener ». Elle est sortie en 45 tours en 1979.
C'est la chanson représentant Monaco au Concours Eurovision de la chanson 1979. C'est également la dernière chanson monégasque de l'Eurovision avant son retour en 2004.

## À l'Eurovision

### Sélection
La chanson Notre vie c'est la musique, interprétée par Laurent Vaguener, est sélectionnée en interne pour représenter Monaco au Concours Eurovision de la chanson 1979 le 31 mars à Jérusalem, en Israël.

### À Jérusalem
La chanson est intégralement interprétée en français, langue officielle de Monaco, comme l'impose la règle de 1977 à 1998. L'orchestre est dirigé par Gérard Salesses.
Notre vie c'est la musique est la sixième chanson interprétée lors de la soirée du concours, suivant Katson sineen taivaan de Katri Helena pour la Finlande et précédant Sôcráti d'Elpida pour la Grèce.
À l'issue du vote, elle obtient 12 points, se classant 16e sur 19 chansons,.

## Liste des titres
| A. | Notre vie c'est la musique | Jean Albertini, Didier Barbelivien, Paul de Senneville, Jean Baudlot | 2:55 |
| B. | Israël Connection          | Olivier Toussaint, Paul de Senneville, Jean Baudlot                  | 3:51 |

## Historique de sortie
| Pays      | Date | Format   | Label           |
| --------- | ---- | -------- | --------------- |
| Allemagne | 1979 | 45 tours | Decca / Polydor |
| France,   | 1979 | 45 tours | Disc AZ         |
| Norvège   | 1979 | 45 tours | Polydor         |
| Pays-Bas  | 1979 | 45 tours | Lark Records    |
| Portugal  | 1979 | 45 tours | Imavox          |